# 送り雀

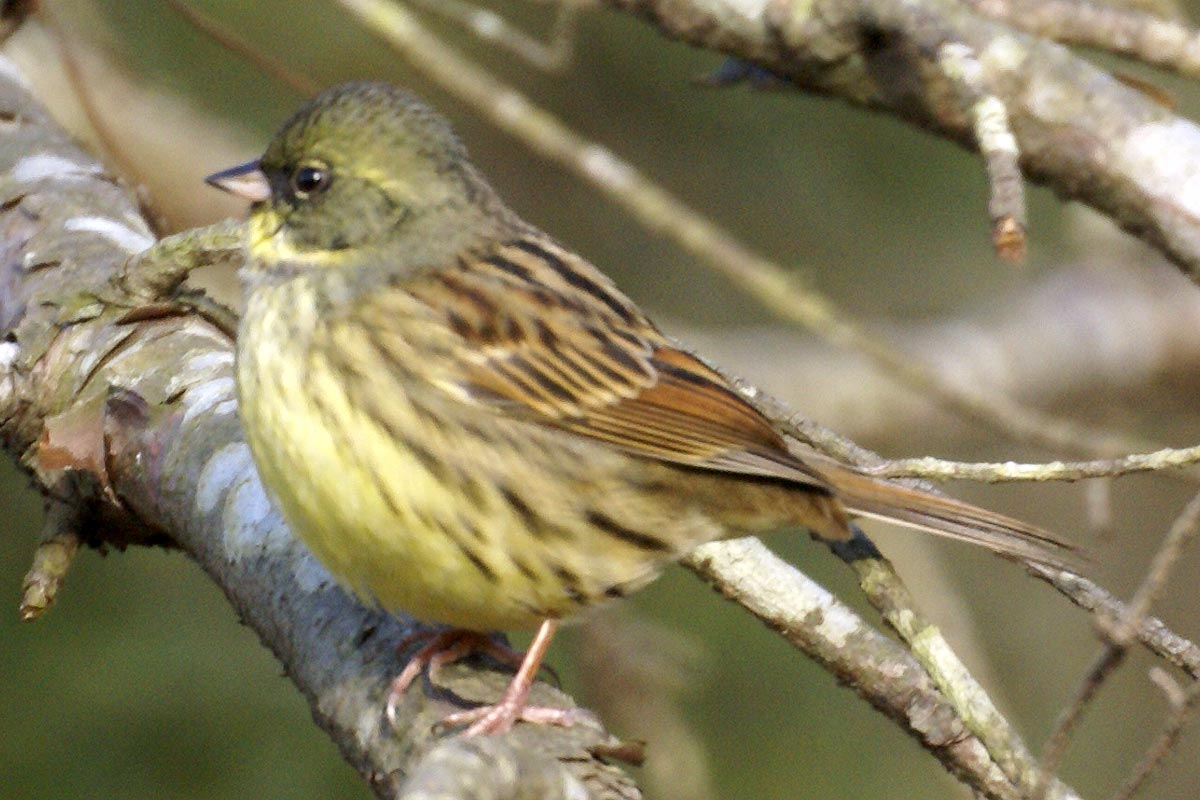
送り雀の正体と指摘されている実在の鳥、アオジ

送り雀（おくりすずめ）は、和歌山県や奈良県吉野郡東吉野村に伝わる妖怪。和歌山では雀送り（すずめおくり）ともいう。その鳴き声を実在の鳥のアオジにたとえ、蒿雀（あおじ）とも呼ばれる。
夜、人が山道を歩いていると「チチチチ……」と鳴きながら飛んでくる。夜に提灯を灯して歩いていると、寄って来るともいう。和歌山では妙法山によく現れたという。この鳴き声の後にはオオカミ、もしくは妖怪・送り狼が現れるといい、道で転倒するとすぐにそれらに襲撃されてしまうため、送り雀の鳴き声を聞いた者は、転ばないよう足元に注意を払いつつ歩いたという。
雀の名の通り、鳥の姿だとされるが、その姿を見た者は誰もいない。前述のアオジが送り雀の正体ともいうが、夜に飛ぶためにアオジとは違うとの指摘もあり、実は兎だという地域もある。また、これと似た妖怪に「夜雀」があり、奈良では夜雀が送り雀と同一視されることもある。